# Knemidokoptes
Knemidokoptes — рід саркоптиформних кліщів родини Epidermoptidae. Містить два види. Кліщі живуть у шкірі та пір'яних фулікулах куроподібних птахів, папуг та канарок.

## Опис
Дорослі самиці кліща розміром близько 0,4 × 0,3 мм. Цикл розвитку (запліднені яйця, стадія личинки і німфи) триває від трьох до чотирьох тижнів. Кліщі живуть у верхньому шарі шкіри (епідермісі) і викликають потовщення його рогового шару (гіперкератоз).